# Parc national de Jebel Zaghdoud
Le parc national de Jebel Zaghdoud est un parc national de Tunisie située dans la délégation d'Oueslatia, rattachée au gouvernorat de Kairouan.